# Sally, Irene and Mary (film 1938)
Sally, Irene and Mary è un film del 1938 diretto da William A. Seiter. Le tre interpreti principali sono Alice Faye, Joan Davis e Marjorie Weaver. Nel cast, appare anche Gypsy Rose Lee che viene accreditata con il suo vero nome, Louise Hovick.
Il soggetto è tratto alla lontana dal musical omonimo di Eddie Dowling e Cyrus Wood. La storia,  che in questa versione è quella di tre manicure che sognano Broadway e che giungono al successo per merito di un barcone ereditato, era già stata portata sullo schermo nel 1925 da un film muto di genere drammatico prodotto dalla MGM che aveva come interpreti il trio formato da Constance Bennett, Joan Crawford e Sally O'Neil, film che in Italia prese il titolo Le tre grazie.

## Trama
Sally, Irene e Mary lavorano come manicure in un salone di parrucchiere. Sono grandi amiche e tutte e tre vogliono sfondare a Broadway come cantanti. Uno dei clienti, il barone Zorka di Stravonia, si innamora di Sally: le ragazze cantano per lui ma vengono interrotte da Gabriel "Gabby" Green, il loro ex manager, che vuole che si esibiscano solo dietro compenso. Furibondo, il barone litiga con Gabby e, cercando di stringerlo in un angolo, sfascia il negozio finché non arriva la polizia che se lo porta via. Le ragazze trovano lavoro come sigaraie e guardarobiere in un locale notturno del Greenwich Village dove, quella sera, canta per l'ultima volta Tommy Reynolds. Joyce Taylor, una chorus girl che ha fatto la sua fortuna sposando e divorziando da sette milionari, vuole a tutti i costi che Tommy, di cui si è innamorata, non lasci New York. Gabby, subodorando l'affare, le chiede di finanziare uno spettacolo di cui Tommy sarà protagonista insieme a Sally, Irene e Mary. Ma, quando Joyce scopre Tommy e Sally che si stanno baciando, dà fuori di matto, mettendosi a sparare. Tommy abbandona lo spettacolo, rifiutandosi di continuare. A questo punto, riappare Zorka, disposto a finanziare lo show con venticinquemila dollari se Sally accetterà di stare con lui. Gabby accetta il denaro, ma Sally, venuta a conoscenza del patto tra i due, nonostante le suppliche di Gabby, strappa l'assegno di Zorka.
La situazione è in stallo e tutti sembrano costretti ad abbandonare il sogno di diventare delle star nel mondo dello spettacolo. Arriva però la notizia che un lontano zio ha lasciato in eredità a Mary un piroscafo. Nelle ragazze si riaccenda la speranza di poter finalmente calcare le tavole di un palcoscenico. Ma il supposto piroscafo si rivela essere un decrepito vapore. Per rimetterlo a posto e trasformarlo in un nightclub galleggiante ci vogliono molti soldi e Irene cerca di circuire il barone per ottenere da lui il denaro necessario. Zorka, però, non è disponibile; cede solo quando arriva Sally che accetta di sposarlo. Tommy, nel frattempo, ha avuto la stessa idea di Sally e si è presentato a Joyce, disposto a sposarla in cambio di denaro contante.
La sera dell'apertura il nuovo locale è preso d'assalto da una folla enorme. Lo show che viene presentato contempla il finto matrimonio tra Sally e Tommy, ma Irene si procura un vero giudice che dovrà celebrare la cerimonia, sposando veramente i due giovani. Ma, nel locale caldaie, tale Twitchell, nominato da Gabby "vice presidente", sente freddo e accende il fuoco, facendo scoppiare il locale. La nave rompe gli ormeggi e si mette a navigare sul fiume senza alcun controllo. Quando si riesce finalmente ad ormeggiare, il giudice salta giù terrorizzato, senza aver celebrato il matrimonio che però, viene portato a termine dal capitano della nave. Rimasti senza promessi sposi, Joyce e Zorka simpatizzano tra di loro, scoprendo di avere molte cose in comune, mentre Irene si ritrova innamorata di Twitchell. E non manca il lieto fine di uno spettacolo che incontra presso il pubblico un grande successo.

## Produzione
Il film, prodotto dalla Twentieth Century Fox Film Corporation, fu girato dall'8 novembre a fine dicembre 1937.

## Distribuzione
Il copyright del film, richiesto dalla Twentieth Century-Fox Film Corp., fu registrato il 4 marzo 1938 con il numero LP7924.
Distribuito dalla Twentieth Century Fox Film Corporation, il film uscì nelle sale cinematografiche USA il 4 marzo 1938 dopo essere stato presentato in prima a New York il 25 febbraio.
In Portogallo fu distribuito con il titolo As Três Espertalhonas il 14 febbraio 1940.